# Граф Кастл Стюарт

Герб графів Кастл Стюарт.

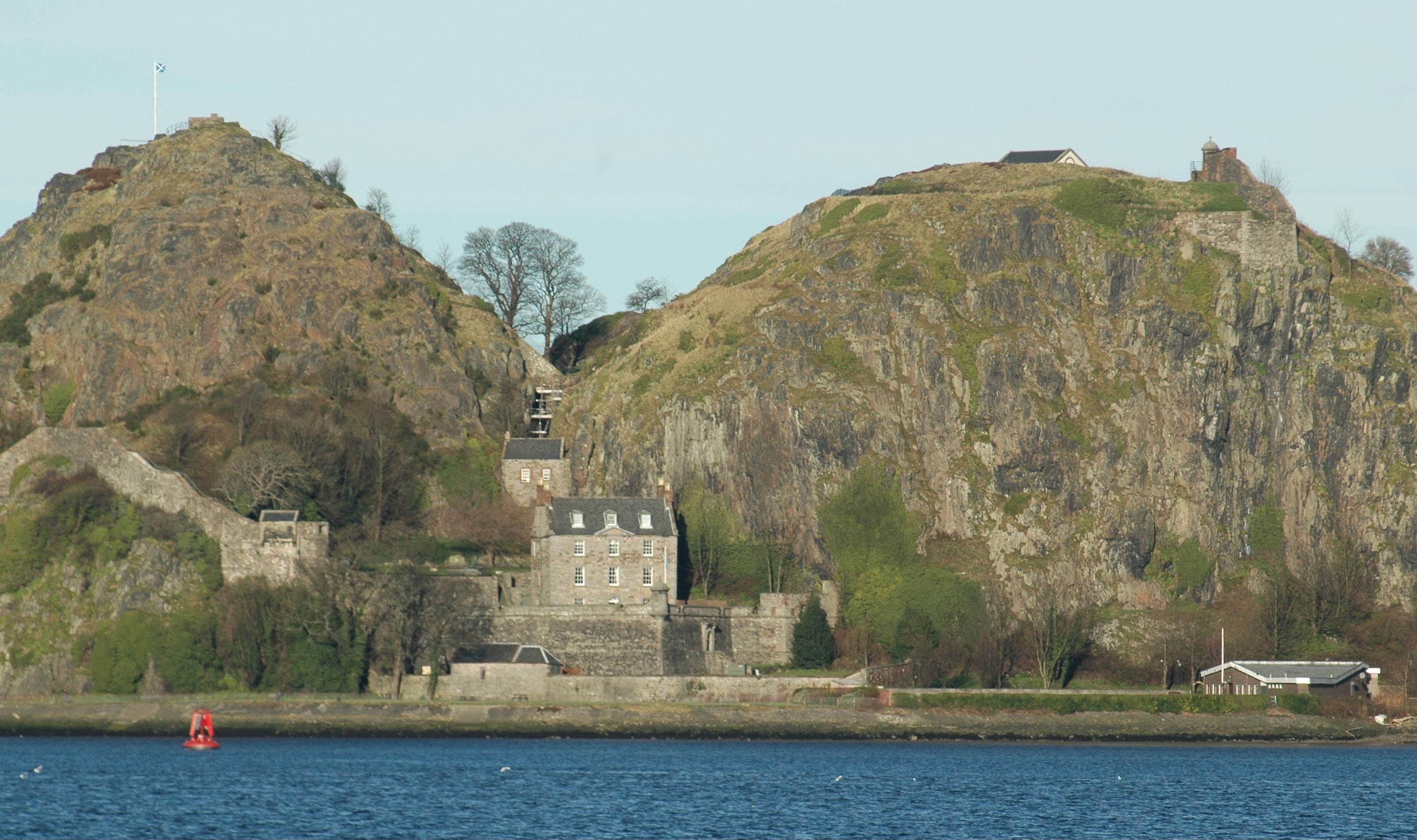
Замок Дамбартон.

Граф Кастл Стюарт (англ. - Earl Castle Stewart) – аристократичний титул в перстві Ірландії. 

## Гасло графів Кастл Стюарт
Forward – «Вперед» (англ.)

## Історія графів Кастл Стюарт
Титул граф Кастл Стюарт з графства тірон був створений в перстві Ірландії в 1800 році для Ендрю Томаса Стюарта – ІХ барона Кастл Стюарт. Графи Кастл Стюарт претендують на те, що вони головні представники і спадкоємці шотландського королівського дому Стюартів. Вони прямі нащадки сера Волтера Стюарта (помер в 1425 році) – хранителя замку Дамбартон, молодшого сина Мердока Стюарта – ІІ герцога Олбані, сина Роберта Стюарта – І герцога Олбані, молодшого сина короля Шотландії Роберта ІІ. Один із синів сера Волтера – Ендрю Стюарт отримав титул лорда Авандейл (Евондейл) у 1459 році та став лорд-канцлером Шотландії і обіймав цю посаду в 1460 – 1482 роках. Інший син сера Волтера – теж Волтер Стюарт отримав титул барона Морфі в 1479 році. Його онук Ендрю Стюарт отримав титул лорда Евондейл в 1499 році, відродивши титул, що зник після смерті його двоюрідного дядька в 1488 році. Ендрю Стюарт був одним з аристократів Шотландії, що загинули в битві під Флодденом в 1513 році. 
Старший син лорда Евондейла – Ендрю Стюарт – ІІ лорд Евондейл володів землями Евондейл та Окілтрі згідно акту парламенту Шотландії 1542 року і став лордом Стюартом Окілтрі. Титул успадкував його син Ендрю Стюарт, що став ІІ лордом Окілтрі. Його син Ендрю Стюарт успадкував титул і став ІІІ лордом Окілтрі та першим джентльменом опочивальні короля Шотландії Якова VI. По фінансовим причинам він в 1615 році відмовився від баронства Окілтрі та титулу пера Шотландії на користь свого двоюрідного брата сера Джеймса Стюарта. 
Компенсацією за втрату титулів в 1619 році король Англії, Шотландії та Ірландії Яків І нагородив його титулом барона Кастл Стюарт в перстві Ірландії. У 1611 році Ендрю Стюарт переселився в Ольстер – в Ірландію, де йому було даровано 3000 акрів землі в графстві Тірон (колишньому ірландському королівстві Тір Еогайн), що були перед цим відібрані в ірландських кланів. Титул успадкував його син Ендрю Стюарт (1590 – 1639), що за рік до смерті свого батька в 1628 році отримав титул баронета Нової Шотландії. ІІ барон Кастл Стюарт поселився в замку Роган, заснував місто Стюарттаун, що в графстві Тірон. Його старший син Ендрю Стюарт успадкував титули і став ІІІ бароном Кастл Стюарт. Крім цього він отримав посаду губернатора форту Фолкленд, що в графстві Оффалі. Під час громадянської війни на Британських островах він воював на стороні роялістів. У нього була дочка Мері, що успадкувала всі його маєтки. Вона стала дружиною Генрі Говарда – V графа Саффолк. Завдяки цьому шлюбу він отримав всі маєтки Стюартів в Ірландії. Титул барона Кастл Стюарт успадкував брат Ендрю Стюарта – Джозіас Стюарт, що помер бездітним. Після смерті IV барона Кастл Стюарт титул успадкував його дядько Джон Стюарт (пом. 1685), що став V бароном Кастл Стюарт. Після смерті Джона титул успадкував його племінник Роберт Стюарт (1646 – 1686) з Іррі, що в графстві Тірон. Він був старшим сином Роберта Стюарта з Іррі – третього сина Ендрю Стюарта – І барона Кастл Стюарт. 
VI барон Кастл Стюарт був батьком Ендрю Стюарта (1672 – 1715), якого від час якобітських війн було вивезено до Шотландії. У віці 20 років він став законним спадкоємцем і міг би стати VII бароном Кастл Стюарт, але повернувшись до Ірландії він вирішив не претендувати на цей титул, бо землі і володіння стали власністю графа Саффолк. Натомість він поселився в Іррі, який перейменував у Стюарт-Холл (біля Стюарттауна, графство Тірон). Його син Роберт Стюарт (1700 – 1742) зі Стюарт-Холлу з тих же причин вирішив не ставати VIII бароном Кастл Стюарт. Титул барона Кастл Стюарт лишався бездіяльним 88 років. Титул повернув собі Ендрю Томас Стюарт (1725 – 1809) зі Стюарт-Холлу – старший син де-юре VIII барона Кастл Стюарт. Він подав клопотання королю і в 1774 році став законним ІХ бароном Кастл Стюарт. У 1793 році він отримав титул І віконта Кастл Стюарт, а в 1800 році отримав титул І графа Кастл Стюарт.  
Лорда Кастл Стюарт охрестили охрестили Томасом Стюарт-Муром. Мур – це дошлюбне прізвище його прабабусі по батьковій ліні – Енн Мур – дочки Вільяма Мура з Гарві – двоюрідного брата І графа Кланбрассіл. Він взяв прізвище Стюарт за дозволом корони в 1775 році. 
Титул успадкував старший син Томаса Стюарт-Мура – Роберт Стюарт, що став ІІ графом Кастл Стюарт. Його старший син – Едвард Стюарт – ІІІ граф Кастл Стюарт помер бездітним. Титул успадкував його молодший брат Чарльз Кнокс Стюарт, що став IV графом Кастл Сюарт. Титул успадкував його єдиний син Генрі Джеймс Стюарт-Річардсон, що став V графом Кастл Стюарт. У 1867 році він взяв за дозволом корони додаткове прізвище Річардсон (прізвище його тестя). Він не мав синів, титул успадкував його двоюрідний брат, що став VI графом Кастл Стюарт. Він був другим сином преподобного Ендрю Годфрі Стюарта – четвертого сина ІІ графа Кастл Стюарт. Обидва його старші сини загинули під час Першої світової війни, титул успадкував його третій син Артур Стюарт, що став VII графом Кастл Стюарт у 1921 році. Він був обраний депутатом Палати громад парламенту Великобританії і представляв Харборо, належав до партії юніоністів. У грудні 1920 року він одружився з Елеонорою Мей Гуггенгайм – старшою дочкою Ірен Гуггенгайм – уродженої Ротшильд та Соломона Гуггенгайма. У них було четверо синів. Двоє старших синів загинули під час Другої світової війни. 
На сьогодні титулом володіє його третій син Артур Патрік Ейвондейл Стюарт, що став VIII графом Кастл Стюарт у 1961 році. 
Відомою людиною родини Стюартів був Генрі Стюарт – І лорд Метвен. Він був молодшим сином І лорда Ейвондейл другого створення титулу. 
Родинним гніздом графів Кастл Стюарт є Стюарт-Холл, що біля Стюартстауна, графство Тірон, Ірландія.

## Лорди Ейвондейл (1499)
- Ендрю Стюарт (помер 1513 р.) – І лорд Ейвондейл
- Ендрю Стюарт (помер у 1548 р.) – ІІ лорд Ейвондейл  (у 1542 р. отримав титул лорд Стюарта з Окілтрі)

## Лорди Стюарт Окілтрі (1542)
- Ендрю Стюарт (помер 1548) – І лорд Окілтрі
- Ендрю Стюарт (бл. 1521 – 1591) – ІІ лорд Окілтрі
- Ендрю Стюарт (1560 – 1629) – ІІІ лорд Окілтрі (відмовився від титулу в 1615 році та отримав титул барона Кастла Стюарта в 1619 році)

## Барони Кастл Стюарт (1619)
- Ендрю Стюарт (1560 – 1629) – І барон Кастл Стюарт
- Ендрю Стюарт (помер 1639) – ІІ барон Кастл Стюарт
- Ендрю Стюарт (помер 1650) – ІІІ барон Кастл Стюарт
- Джозіас Стюарт (помер 1662) – IV барон Кастл Стюарт
- Джон Стюарт (помер 1685) – V барон Кастл Стюарт
- Роберт Стюарт (помер 1686) – VI барон Кастл Стюарт
- Ендрю Стюарт (1672 – 1715) - «де-юре» VII барон Кастл Стюарт
- Роберт Стюарт (1700 – 1742) - «де-юре» VIII барон Кастл Стюарт
- Ендрю Томас Стюарт (1725 – 1809) – IX барон Кастл Стюарт (титул відновлений у 1774 р., Нагороджений титулом граф Кастл Стюарт у 1800 р.)

## Графи Кастл Стюарт (1800)
- Ендрю Томас Стюарт (1725 – 1809) – І граф Кастл Стюарт
- Роберт Стюарт (1784 – 1854) – ІІ граф Кастл Стюарт
- Едвард Стюарт (1807 – 1857) – ІІІ граф Кастл Стюарт
- Чарльз Нокс Стюарт (1810 – 1874) – IV граф Кастл Стюарт
- Генрі Джеймс Стюарт-Річардсон (1837 – 1914) – V граф Кастл Стюарт
- Ендрю Джон Стюарт (1841 – 1921) – VI граф Кастл Стюарт
- Артур Стюарт (1889 – 1961) – VII граф Кастл Стюарт
- Артур Патрік Ейвондейл Стюарт (нар. 1928) – VIII граф Кастл Стюарт

Спадкоємцем титулу є єдиний син нинішнього власника титулу Ендрю Річард Чарльз Стюарт – віконт Стюарт (народився в 1953 році).